# Râul Valea Caselor, Olt
Râul Valea Caselor este un curs de apă, afluent al râului Olt. 